# Кельмовыр-Жикья
Кельмовыр-Жикья — деревня в Селтинском районе Удмуртской республики.

## География
Находится в западной части Удмуртии на расстоянии приблизительно 9 км на северо-восток по прямой от районного центра села Селты.

## История
Известна с 1802 года как починок Конинувыр Жикьи, в котором имелось 8 дворов крещёных удмуртов. В 1873 году здесь (деревня Кельмовыр-Жикья или Жикья малая) 16 дворов, в 1893 (снова починок) — 22, в 1905 (опять деревня) — 30, в 1924 — 44. До 2021 года входила в состав Колесурского сельского поселения.

## Население
Постоянное население составляло 34 мужчины (1802), 112 человек (1873), 180 (1893, 146 удмуртов и 34 русских), 229 (1905), 268 (1924, удмурты около 90 %), 2 человека в 2002 году (удмурты 100 %), 5 в 2012.